# Камполонгето (Удине)
Камполонгето је насеље у Италији у округу Удине, региону Фурланија-Јулијска крајина.
Према процени из 2011. у насељу је живело 224 становника. Насеље се налази на надморској висини од 11 м.